# 阿德里安·比森特
阿德里安·比森特（西班牙語：Adrián Vicente，1999年6月11日—），西班牙男子跆拳道运动员，2022年地中海运动会男子58公斤级金牌得主、2023年世界跆拳道锦标赛男子58公斤级铜牌得主。